# 加埃唐·德·罗什布埃
加埃唐·德·格里莫·德·罗什布埃（法語：Gaëtan de Grimaudet de Rochebouët，法語：[ɡa.etɑ̃ də ʁɔʃbu.ɛ]；1813年—1899年） 法国将军，曾短暂担任法国总理.
1877年6月29日，帕特里斯·麦克马洪总统解散国会重新选举，1877年10月14日共和党人获得选举胜利，得到了多数席位。罗什布埃将军于11月23日组成新内阁。麦克马洪起初试图抵制，他任命罗什布埃将军组成一个“业务部门”（"department of business"），拒绝与众议院交易，罗什布埃在他被任命不到24小时后辞职，麦克马洪决定接受条件，任命朱尔·杜弗尔组成一个中间偏左的新政府。

### 罗什布埃内阁部长，1877年11月23日-1877年12月13日
- 加埃唐·德·格里莫德·德·罗什布埃 – 委员会主席兼战争部长
- 邦内维尔侯爵（Marquis de Banneville） – 外交部长
- 夏尔·韦尔奇（Charles Welche） – 内政部长
- 弗朗索瓦·杜提耶（François Dutilleul） – 财政部长
- 弗朗索瓦·勒佩尔蒂埃（François Le Pelletier） – 司法部长
- 阿尔贝·鲁桑（Albert Roussin） –海军和殖民部长
- 埃尔韦·法耶（Hervé Faye） – 公共教育、美术、崇拜部长
- 米歇尔·格拉伊夫（Michel Graëff） – 公共工程部长
- 朱尔·奥泽恩（Jules Ozenne） – 农业和商务部长